# Mariano Arista
Mariano Arista Luna (San Luis Potosí, 26 de julho de 1802 – Lisboa, 7 de agosto de 1855) foi um político e militar mexicano, presidente do seu país entre 1851 e 1853, sendo também conhecido pela sua participação em muitos dos conflitos ocorridos no México no século XIX.

## Biografia
Oficial do exército espanhol, juntar-se-ia ao exército rebelde de Agustín de Iturbide. Anos mais tarde serviria sob o comando de Antonio López de Santa Anna durante a tentativa mexicana de reprimir a rebelião do Texas de 1836.
Em 1846, comandou o Exército do Norte enviado para expulsar as tropas dos Estados Unidos de territórios que o México considerava serem legitimamente seus. Os confrontos que se seguiram dariam origem à Guerra Mexicano-Americana. Arista comandou as forças mexicanas na batalha de Palo Alto e na batalha de Resaca de la Palma.
As capacidades de Arista como comandante militar são alvo de discussão pelos estudiosos deste conflito. Apesar da sua bravura pessoal, tratava-se de um liberal convicto, o que o tornava um inimigo natural dos oficiais generais que faziam parte do seu comando, quase todos conservadores como Pedro de Ampudia. Em ambas batalhas antes referidas, Arista foi mal secundado pelos seus oficiais devido às divergências políticas que mantinham.
Após a batalha de Resaca de la Palma foi chamado pelo governo mexicano e destituído do comando do exército. Ampudia, que o culpara pela derrota, assumiu o comando em seu lugar. Posteriormente absolvido de culpa nas derrotas em La Palma e Palo Alto, foi destacado para serviço administrativo.
Em 1851, sucedeu a José Joaquín de Herrera na presidência do México e tentou introduzir estabilidade fiscal no país. A resistência dos conservadores à sua governação bem como uma revolta em 1852 levariam à sua resignação e exílio em 1853.
Já doente, embarcou num vapor com destino a Marselha acabando por falecer a bordo, encontrando-se o navio próximo de Lisboa, onde foi sepultado. Seria declarado Benemérito de la Pátria pelo governo de Ignacio Comonfort e em 1880 Porfírio Díaz ordenou a trasladação dos seus restos mortais para a Rotonda de Los Hombres Ilustres na Cidade do México.